# خوناساوانک
خوناساوانک (ارمنی: Խունիսավանք؛ ) یک صومعه متعلق به کلیسای حواری ارمنی واقع در شهر کمینترن، شهرستان گده‌بی جمهوری آذربایجان می‌باشد. ساخت و ساز این ساختمان در سده ۱۰ میلادی؛ به پایان رسید. این بنا به سبک معماری ارمنی طراحی شده است.